# OGRE

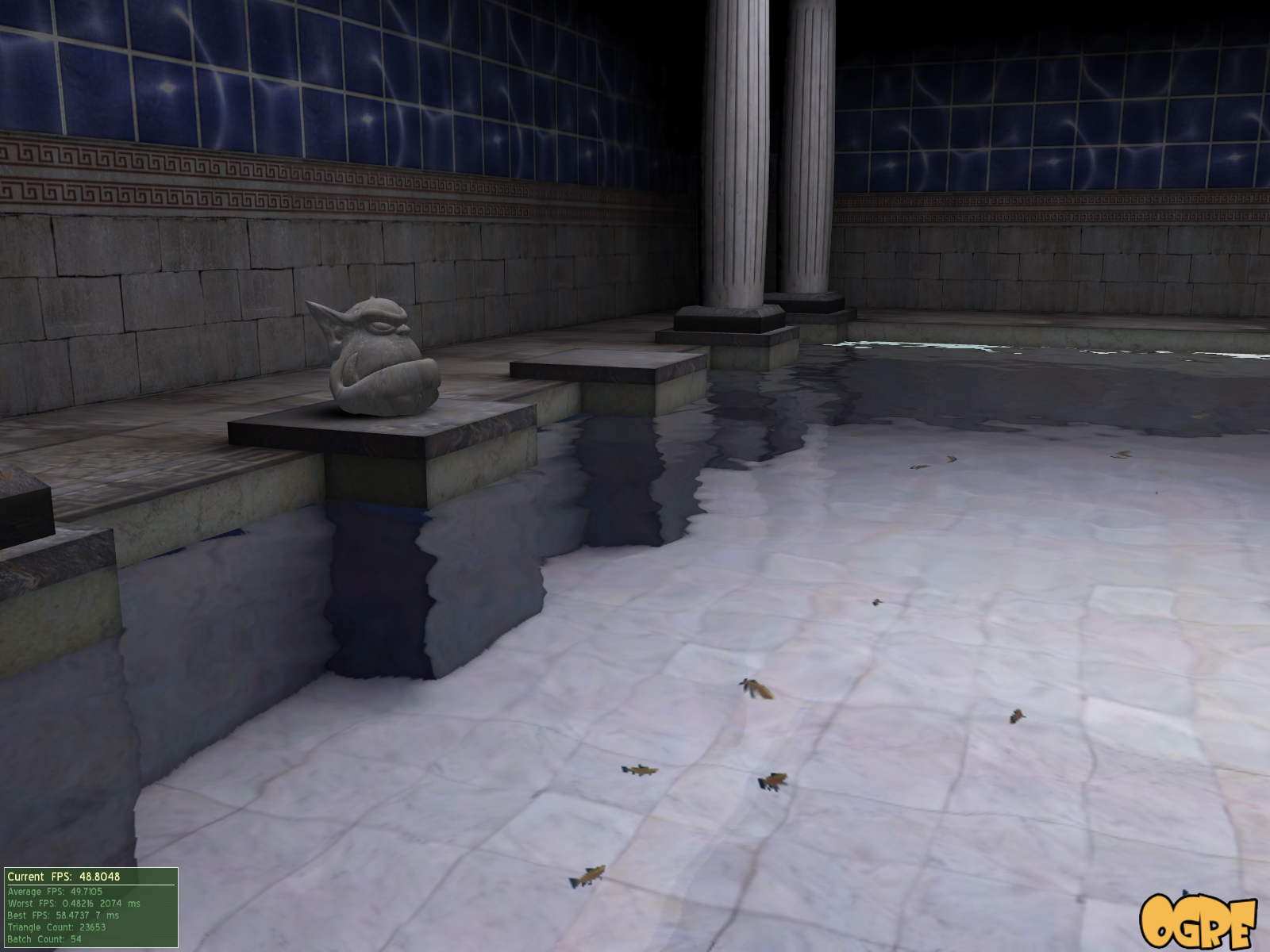
Скріншот з бенчмарку «Fresnel Reflections and Refractions» (Дифракція Френеля) з пакета «OGRE Demos pack». У даному тесті демонструється робота рушія з водою, відбиттями й переломленнями у водному середовищі. Опції рендеринга зображення: оригінальне розділення 1600*1200 пікселів, OpenGL-рендерер, 16-кратне повноекранне згладжування (FSAA), 32-бітний колір. У кадрі присутні 23653 трикутники.

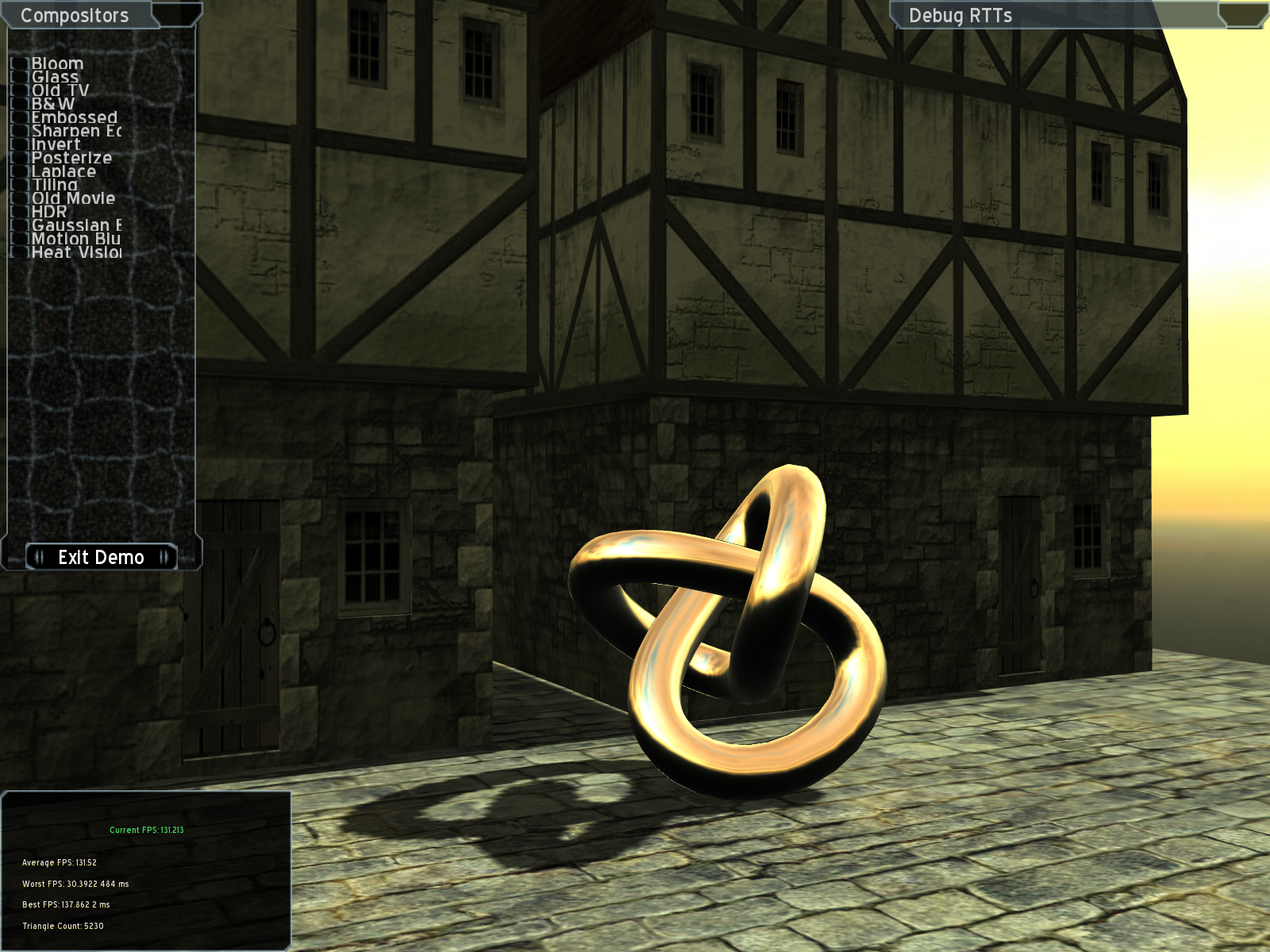
Скріншот з бенчмарка «Compositor Effects» з пакету «OGRE Demos pack». У лівій верхній частині скріншота розташоване меню опцій, в якому користувачі можуть застосовувати різні маски постеффектов до цілого зображення. Постефекти можуть застосовуватися як по одному, так і кілька разом. Опції рендеринга зображення: оригінальна роздільність 1600*1200 пікселів, OpenGL-рендерер, 16-кратне повноекранне згладжування (FSAA), 32-бітний колір. у кадрі присутні 5230 трикутників.

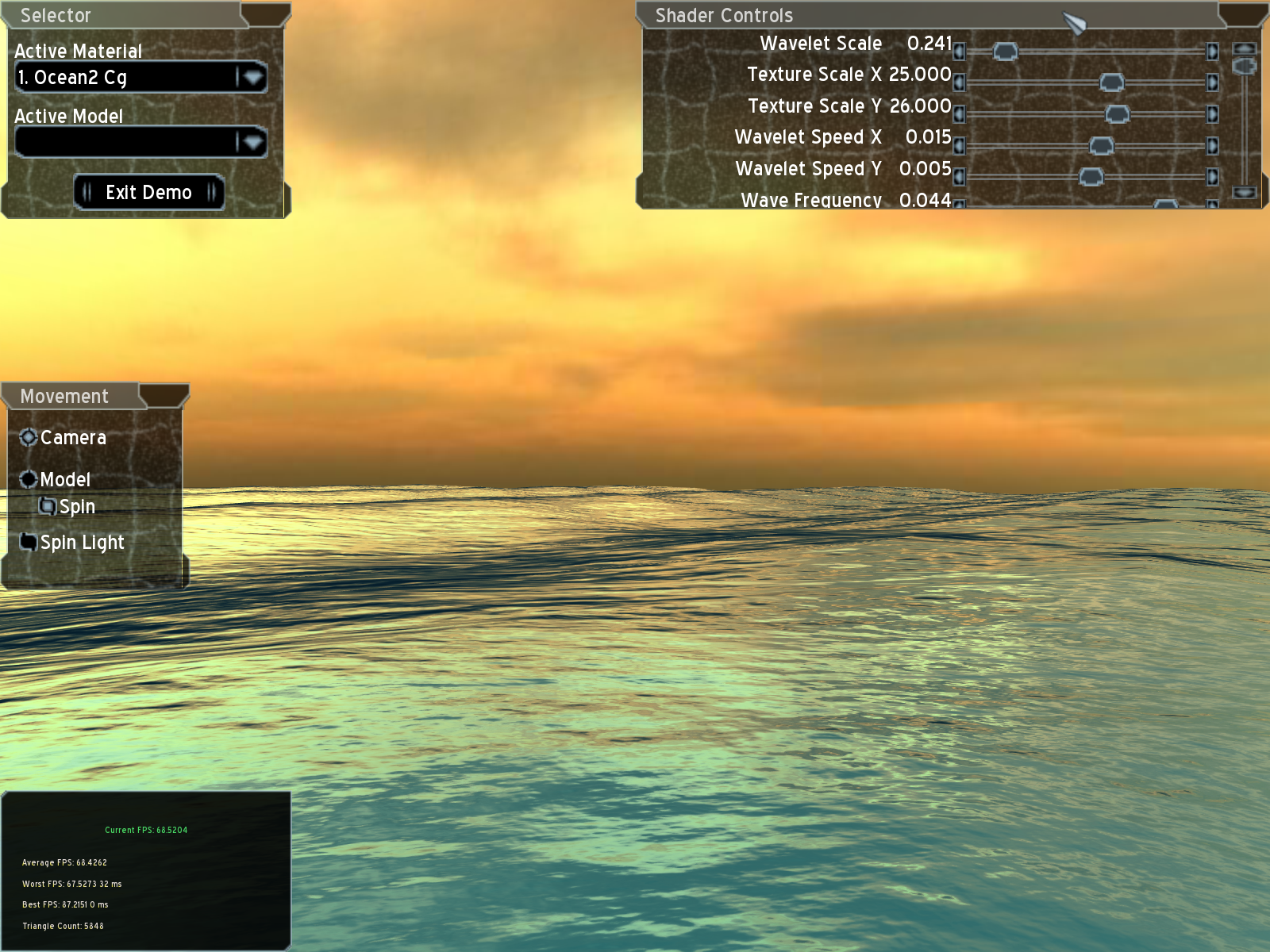
Скріншот з бенчмарка «Ocean Shader Effects» (Шейдерні ефекти для візуалізації поверхні океану) з пакета «OGRE Demos pack». У цьому тесті за допомогою декількох меню, розташованих по краях екрану, користувач може вручну налаштовувати роботу різних шейдерів, системи освітлення та деякі інші параметри. Опції рендеринга зображення: оригінальна роздільність 1600*1200 пікселів, Direct3D9-рендер, 4-рівневе повноекранне згладжування (FSAA), 32-бітний колір. У кадрі присутній 5848 трикутників.

OGRE (англ. Object-Oriented Graphics Rendering Engine, об'єктно орієнтований графічний рушій — гнучкий, орієнтований на сцену та кросплатформовий графічний рушій (на відміну від рушія гри) написаний на С++ та спроєктований так, щоб зробити простішим та інтуїтивним процес розробки програм, що використовують тривимірну графіку. Поширюється на правах MIT ліцензії. Бібліотека класів спроєктована таким чином, що її можна однаково використовувати з OpenGL та Direct3D не змінюючи програмного коду прикладної програми.
Серед комерційних ігор, які використовують OGRE можна відмітити: Scrap Mechanic, Ankh, Torchlight та Garshasp: The Monster Slayer.

## Політика OGRE
OGRE сам по собі не є ігровим рушієм і за заявою автора ніколи таким не буде. OGRE був, є і буде графічним рушієм для рендеринга тривимірної графіки. Велику популярність рушій отримав за рахунок своєї гнучкості, що дозволяє «схрещувати» його з багатьма іншими бібліотеками (фізика — ODE, Newton, PhysX, Bullet; звук, мережа, графічний інтерфейс тощо).
Причина, через яку OGRE не може стати повноцінним ігровим рушієм, описується автором приблизно так: Не всі, кому може бути необхідний 3D-рушій, будуть використовувати його для створення ігор, тому, можна використовувати OGRE для створення ігор, симуляторів, бізнес-додатків тощо.
В OGRE немає вбудованої підтримки мережі, звуку та багатьох інших функцій. Але, за допомогою зусиль багатьох професіоналів, з'явилися бібліотеки, перенесені під OGRE. Наприклад, для реалізації фізики в додатках, що використовують цей рушій, портовані такі бібліотеки, як PhysX SDK (рушій) (NxOgre), Newton Game Dynamics (OgreNewt), Bullet Physics Library (OgreBullet), Open Dynamics Engine (OgreODE).
Для реалізації графічного інтерфейсу користувача (англ. GUI — Graphic User Interface) можуть застосовуватися як стандартні (недостатньо добре реалізовані, і, за словами розробників, в майбутньому, можливо, будуть виключені) функції графічного інтерфейсу OGRE, так і імпортуватися сторонні бібліотеки (OpenGUI, MyGUI, CEGUI [Архівовано 10 вересня 2013 у Wayback Machine.]).
OGRE є вільним програмним забезпеченням, поширюваним під ліцензіями LGPL/MIT і має дуже активну спільноту.

## Можливості
- підтримка платформ Windows, Linux та Mac OS X;
- скриптова система управління матеріалами (мультитекстурування, мультипрохідне змішування);
- завантаження текстур у форматі PNG, JPEG, TGA, BMP або DDS, підтримка стислих текстур (DXT/S3TC);
- експортери для основних комерційних та вільних пакетів 3D моделювання;
- система управління ресурсами;
- підтримка DirectX, OpenGL;
- підтримка шейдеров, написаних на асемблері або мовах високого рівня: Cg, DirectX HLSL або GLSL;
- складна скелетна анімація (анімація тіла), анімація гнучких форм, морфінг (анімація особи), анімація шляху (камера, переміщення).

## OGRE порти
Існують порти Ogre3D під інші мови програмування
- Python-Ogre для Python
- Ogre. Pm для Perl
- Ogre. Rb для Ruby
- Ogre4j для Java
- OgreDotNet і MOGRE для .NET.
- Ogre. pb для PureBasic
- Gmogre3d для Game Maker
- Axiom3d для C#

## Проєкти, які використовують рушій

### Open source
- OpenFrag[3]
- WorldForge[en] Ember 3D клієнт
- Rigs of Rods[en][4]
- Impressive Title[5]
- OpenMW[en]
- Open Semantic Technologies for Intelligent Systems[6]
- Stunt Rally[7]

### Комерційні проєкти
- Ankh[en]
- Ankh: Heart of Osiris[en]
- Jack Keane[en]
- Pacific Storm[en]
- MotorM4X
- Earth Eternal[en]
- Next Life
- Torchlight
- Venetica
- Snakeworlds[8]
- Scrap Mechanic
- Garshasp: The Monster Slayer[en][9]
- Zero gear
- Zombie Driver[en][10]
- Kenshi

## OGRE Next
OGRE — це не один, а два «сестринських» проекти. Вони пов'язані, але не однакові — тобто не сумісні один з одним. Це більш просунутий варіант рушія OGRE[джерело?].